# Gli Orsetti del Cuore (serie animata 2007)
Gli Orsetti del Cuore (Care Bears: Adventures in Care-a-lot) è una serie animata del 2007 prodotta da Sabella Dern Entertainment e American Greetings, che rilancia il franchise degli Orsetti del cuore in occasione del loro venticinquesimo anniversario. In America è andata in onda su CBS dal 15 settembre 2007, mentre in Italia approda su Boomerang il 6 settembre 2010, con repliche su Italia 1. In questa seconda trasmissione la serie viene trasmessa con il titolo Care Bears - Le avventure degli Orsetti del Cuore.
A differenza della serie precedente degli anni '80, e come nel film uscito nello stesso anno Care Bears: Oopsy Does It!, questa serie presenta i personaggi ridisegnati con un nuovo design e nuovi simboli sulla pancia. Inoltre vi è un nuovo personaggio, introdotto dal film sopra citato, ovvero Pasticciorso.

## Personaggi e doppiatori
| Personaggio                  | Doppiatore inglese  | Doppiatore italiano |
| ---------------------------- | ------------------- | ------------------- |
| Allegrorsa (Cheer Bear)      | Tabitha St. Germain | Graziella Porta     |
| Splendidorso (Funshine Bear) | Ian James Corlett   | Federica Valenti    |
| Generorsa (Share Bear)       | Tracey Moore        | Elisabetta Spinelli |
| Brontolorso (Grumpy Bear)    | Scott McNeil        | Massimiliano Lotti  |
| Pasticciorso (Oopsy Bear)    | Ashleigh Ball       | Alessandro Zurla    |
| Grizzle                      | Marc Oliver         | Luca Ghignone       |
| Sopresorsa (Surprise Bear)   | Kelly Sheridan      | Serena Clerici      |
| Affettuorsa                  |                     | Giuliana Atepi      |
| Armoniorsa (Harmony Bear)    | Andrea Libman       | Sabrina Bonfitto    |
| Desiderorsa (Wish Bear)      | Chiara Zanni        | Loretta Di Pisa     |